# Olszewo (gmina)
Olszewo – dawna gmina wiejska istniejąca w latach 1946–1954 w woj. olsztyńskim (dzisiejsze woj. warmińsko-mazurskie). Siedzibą władz gminy było Olszewo Węgorzewskie.
Gmina Olszewo powstała po II wojnie światowej na terenie tzw. Ziem Odzyskanych. 28 czerwca 1946 roku jako jednostka administracyjna powiatu węgorzewskiego gmina weszła w skład nowo utworzonego woj. olsztyńskiego. Według stanu z 1 lipca 1952 roku gmina była podzielona na 11 gromad: Góry, Jakunowo, Klimki, Olszewo Węgorzewskie, Ołownik, Pawłowo, Rudziszki, Sobiechy, Wężówko, Wilkowo i Zielony Ostrów.
Gmina została zniesiona 29 września 1954 roku wraz z reformą wprowadzającą gromady w miejsce gmin. Jednostki nie przywrócono 1 stycznia 1973 roku po reaktywowaniu gmin.
Zobacz też: gmina Olszewo-Borki